# مارماهی سبز
مارماهی سبز (نام علمی: Gymnothorax funebris) یک گونه از تیره مارماهی رنگین است که در اطلس غربی، از نیوجرسی و برمودا و شمال خلیج مکزیک تا برزیل در عمق حداکثر ۴۰متری یافت می‌شود و طول آن به ۲٫۵ متر می‌رسد.

## نگارخانه

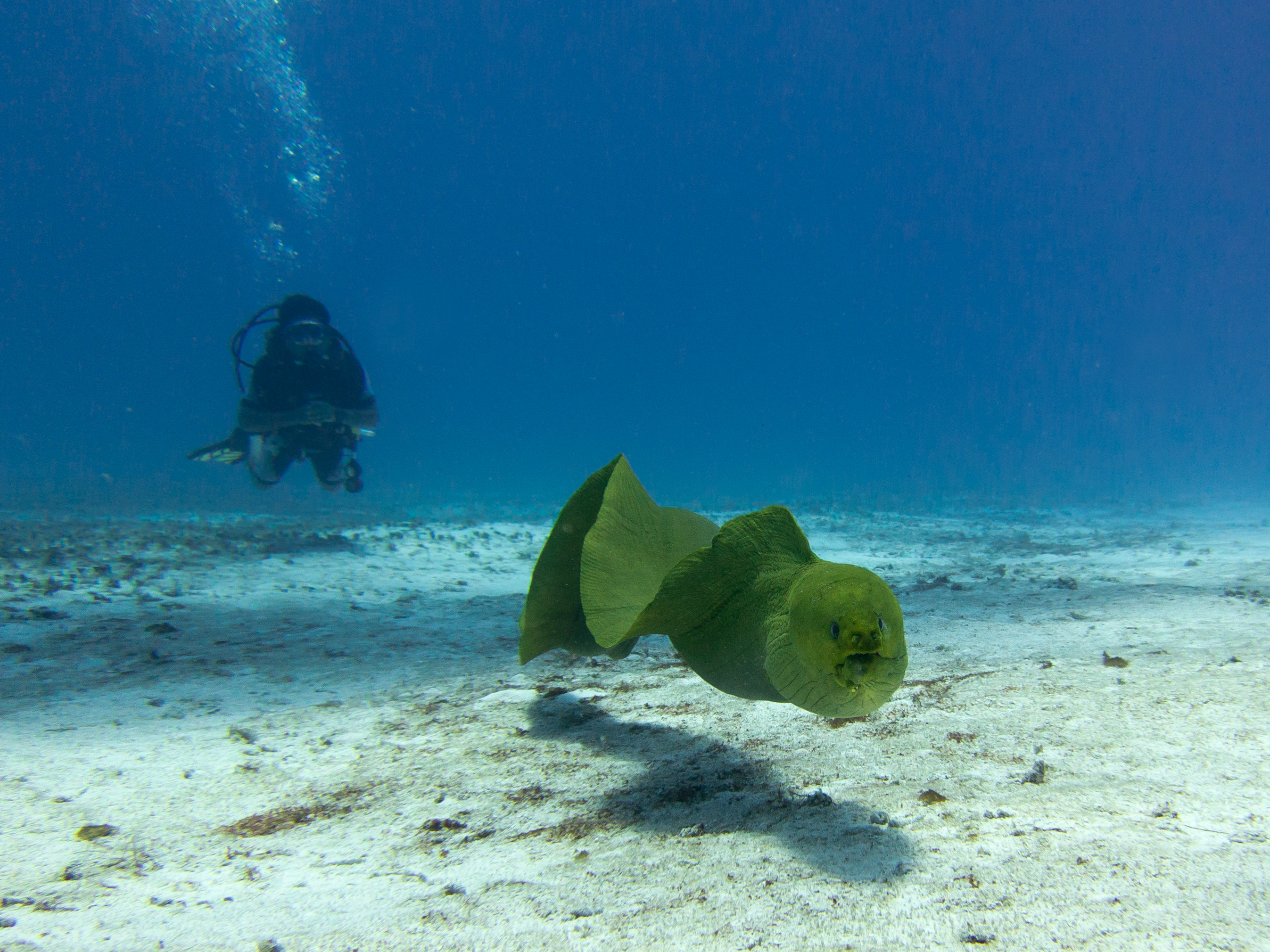
مارماهی سبز
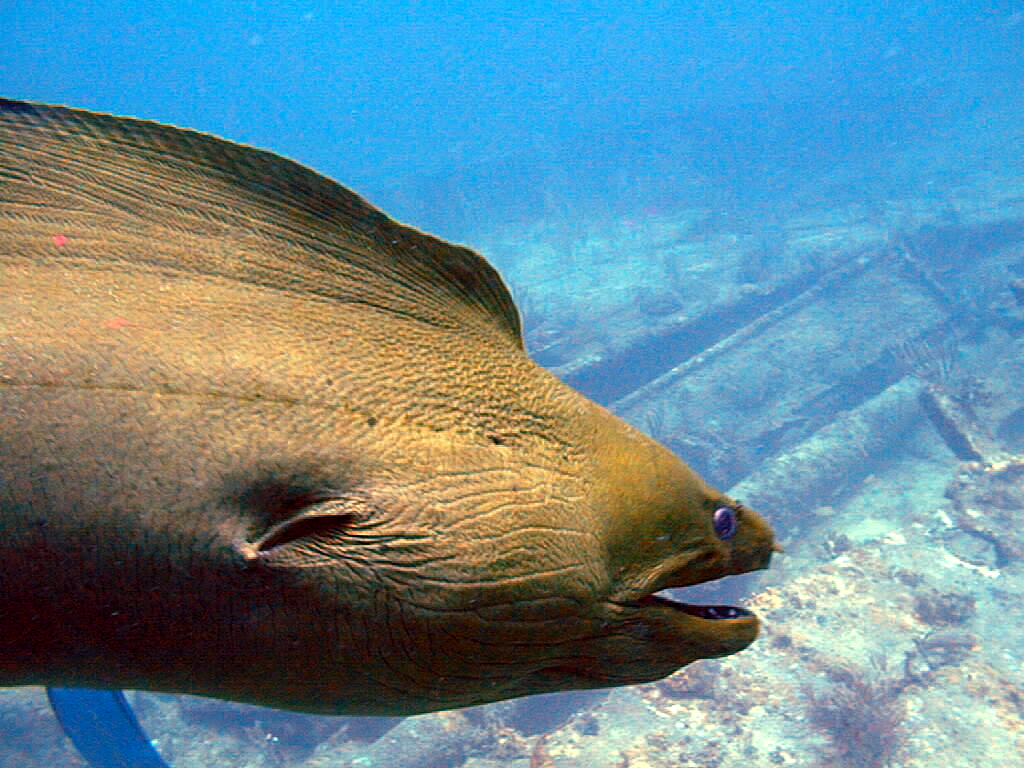